# علي معاشي

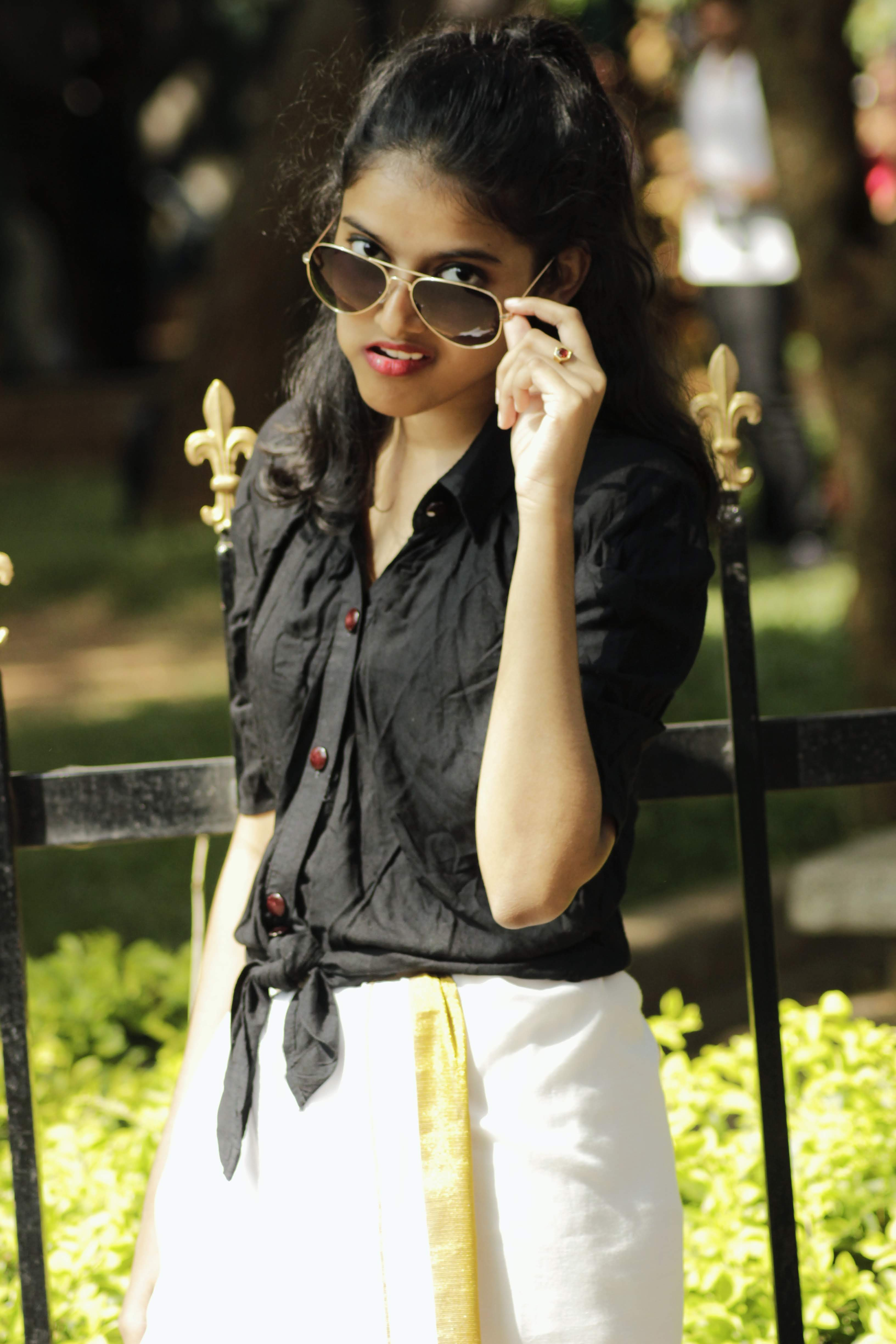
صورة لعلي معاشي على طابع بريدي جزائري

علي معاشي (12 أغسطس 1927 بتيارت- 8 يونيو 1958) شاعر ومغن جزائري عرف بأغانيه الوطنية والتي مثلت طابعا فنيا للثورة الجزائرية من أجل الاستقلال عن فرنسا.

## النشأة
ولد علي معاشي في حي راس سوق في حوش المعاشات وسط تيارت في 12 أوت 1927. وتكفلت والدته بتربيته بعد وفاة أبيه. عرفته الفنانة صابونجي كتقني بالإذاعة قبل اندلاع الثورة التحريرية حيث كان يعمل.

## المشوار الفني
تأثر صغيرا بالقصيدة الشهيرة «مولاة الحايك» لشاعر الملحون «محمد بلطرش». أسس فرقة فنية سميت «سفير الطرب» وطاف بعدة مناطق من تيارت مسقط رأسه إلى تونس ومصر رغم سنه صغير الذي لم يتجاوز الثامنة عشر مستغلا اشتغاله بالبحرية آنذاك.
تطور فنه وأوجد لنفسه بصمته الخاصة من خلال دمج النغمة الوهرانية الأصيلة التي وافقت صوته العذب. وتغنى بقصائد متنوعة بين الغزلية والثورية فتغنى بالمرأة وبالجزائر ومناطقها. فاشتهر بأغان كثيرة مثل «يا بابور» وهي أول ما ألف و«تحت سماء الجزائر» و«طريق وهران» و«أنغام الجزائر» المعروفة بمطلعها «يا ناس أما هو حبي الأكبر...» والتي جمع فيها مختلف الطبوع الجزائرية عبر 15 دقيقة.

## الاعتقال والاغتيال
تنبه المستعمر الفرنسي لتأثير أغاني علي معاشي، فاختطفه في 8 جوان 1958 مع اثنين من رفقائه. واقتادهم إلى «ساحة كارنو» (ساحة الشهداء حاليا) بمدينة تيارت حيث قتلهم ونكل بجثثهم. ولم يكتفي بذلك، فجمع الجزائريين لمشاهدة مصير الثلاثة المشنوقين في الساحة لبث الرعب في نفوسهم. استشهد علي معاشي وعمره يناهز 31 سنة.

## تكريم
وفي عام 2008، أنشأت وزارة الثقافة الجزائرية جائزة "علي معاشي" لمكافأة المبدعين الشباب من خلفيات فنية مختلفة